# Idioma sanavirón
Sanavirón es una lengua extinta y no clasificada que una vez se habló cerca de las Salinas Grandes en Córdoba (Argentina). Loukotka (1968) lo clasificó como un idioma aislado, pero no hay datos suficientes para justificar esto según Campbell (2012).

## Vocabulario
Loukotka (1968) enumera los siguientes elementos de vocabulario básico.
| glosa  | Sanaviron |
| ------ | --------- |
| agua   | para      |
| sol    | solo      |
| tierra | lasta     |
| casa   | tolo      |